# Anthaxia scutellaris
Espèce
Anthaxia scutellaris est une espèce d'anthaxies de la famille des Buprestidae que l'on trouve surtout en Europe méridionale méditerranéenne: dans le midi de la France, en Italie, en Grèce, en Croatie, en Albanie, ainsi que dans la péninsule Ibérique et dans certaines zones de l'Afrique du Nord.

## Description
Les imagos mesurent de 5 à 7 millimètres de longueur. Ils sont brillamment colorés d'un bleu, d'un violet-pourpre et d'un vert aux reflets métalliques.

## Écologie
La larve est polyphage et se nourrit aux dépens des arbres et des arbustes, en particulier des genres Arbutus, Ceratonia, Cornus, Juniper, Malus, Pinus, Pistacia, Prunus, Pyrus, Quercus, Salix et Spartium.
Les adultes ont une activité diurne et s'observent de mai à fin juillet, appréciant les marguerites, les ombellifères et d'autres fleurs.

## Taxonomie
Synonymes
- Anthaxia ditiscens (Abeille de Perrin, 1872)
- Anthaxia viminalis (Gory, 1839)

Sous-espèces
- Anthaxia scutellaris scutellaris Gené, 1839
- Anthaxia scutellaris semireducta Pic, 1911